# Sympatholytikum
Sympatholytika, auch Adrenozeptorantagonisten, sind Substanzen, die durch Blockade von Adrenozeptoren die Erregungsübertragung von den sympathischen Nervenenden auf die sympathischen Effektorzellen hemmen.
Sympatholytika lassen sich einteilen in:
- α-Rezeptorenblocker
- β-Rezeptorenblocker
- Antisympathotonika

## Geschichte
Ausgehend von der Paul Ehrlichs Theorie postulierte John Newport Langley 1905 die Existenz zweier verschiedener Arten von Rezeptoren im menschlichen Körper: Zum einen die mit inhibierenden und zum anderen die mit erregenden Effekten. Aufgrund von verschiedenen Experimenten konnte Henry Hallett Dale die Hypothese ein Jahr später bestätigen. Dabei fiel diesem auf, dass die Gabe von Mutterkornalkaloiden die Wirkung von Adrenalin abschwächen. Zusätzlich zeigte sich, dass die zusätzlich auftretende Entspannung der Bronchialmuskulatur und die Vasodilatation weiterhin bestehen blieben. Diesen Mechanismus wollte  Raymond P. Ahlquist 1948 aufklären, indem er annahm, dass sich an den sympathisch innervierten Erfolgsorganen verschiedene Rezeptoren befinden. Diese benannte er als α- und β-Rezeptoren und behauptete, dass diese sich an verschiedenen Organen befinden.